# Guilherme Gomes Fernandes

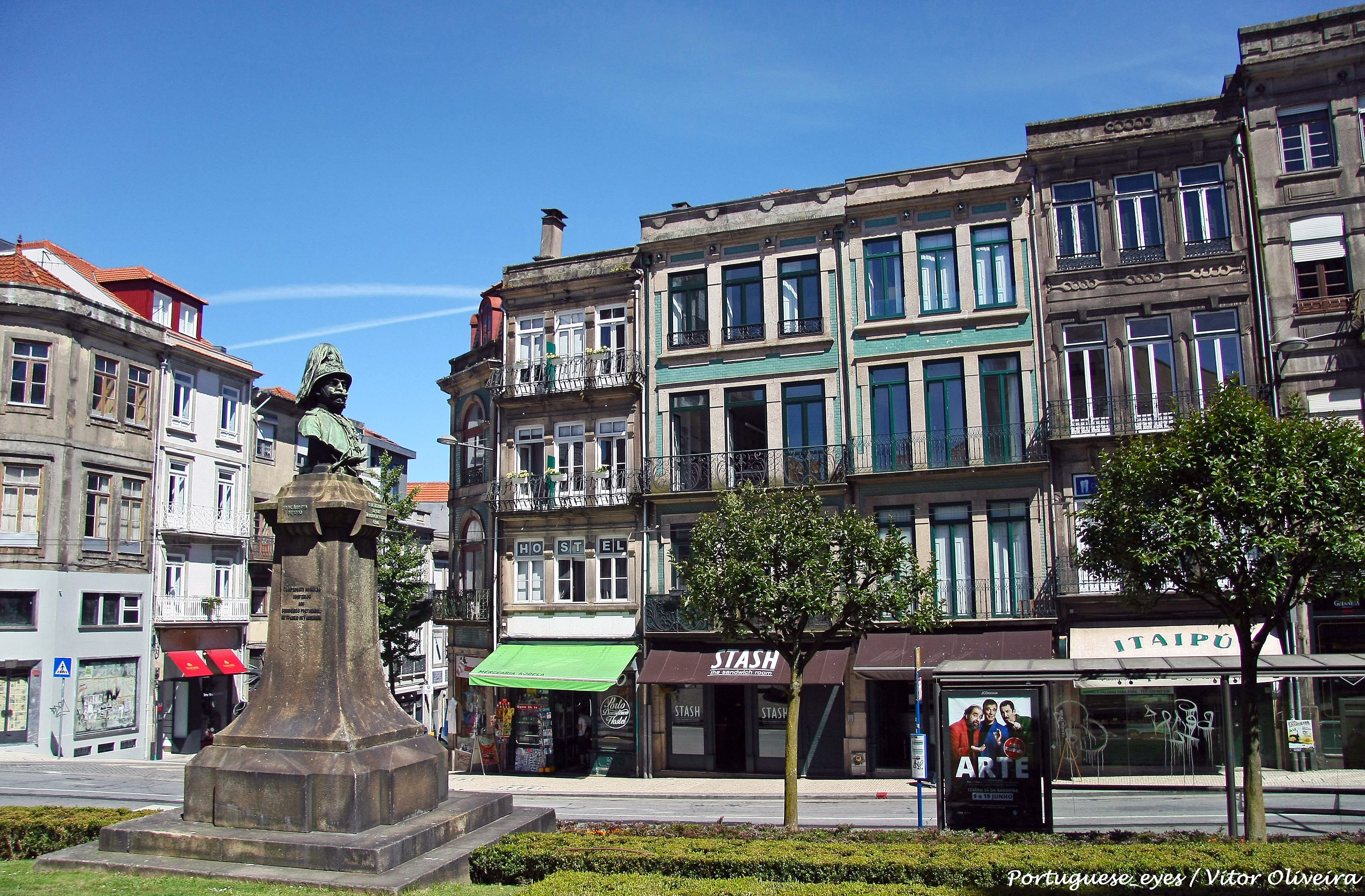
Praça de Guilherme Gomes Fernandes. O monumento a Guilherme Gomes Fernandes, da autoria do escultor Bento Cândido da Silva, foi inaugurado em 1915.

Guilherme Gomes Fernandes (Bahia, 6 de fevereiro de 1850 – Lisboa, 31 de outubro de 1902) empresário, atleta, ginasta e grande entusiasta da formação de corporações humanitárias de bombeiros voluntários, de cuja federação foi fundador. Ganhou grande notoriedade nacional como inspirador do movimento de criação das «associações humanitárias» que em Portugal foram paulatinamente assumindo as funções de combate a incêndios e de socorro imediato às populações. O seu contributo para o progresso daquelas associações valeu-lhe entre os bombeiros o tratamento de «Mestre», assim como diversas condecorações nacionais e internacionais de prestígio.

## Biografia
Nasceu na Baía, filho de pais portugueses, que haviam feito fortuna no Brasil, que regressaram a Portugal quando Guilherme Fernandes tinha apenas três anos de idade, fixando-se na cidade do Porto. Aos 13 anos foi enviado para um internato em Inglaterra, a St Mary’s School, nos arredores de Ascot.
Aos 19 anos regressou ao Porto, onde se revelou grande entusiasta do desporto na disciplina de ginástica, conseguiu diversas vitórias. Sem necessidade imediata de obter rendimentos, dedicou-se desde cedo à causa dos bombeiros, dando corpo ao nascente movimento associativo que visava substituir os corpos municipais, geralmente constituídos por aguadeiros (sotas), que se revelavam inadequados face às necessidades das populações. Foi o grande impulsionador de um novo modelo associativo, as «associações humanitárias» e da divulgação do lema «vida por vida» que ainda hoje as caracteriza.
Depois de receber formação de bombeiro no Corpo de Bombeiros Municipais de Lisboa, a sua primeira grande realização foi a fundação da Associação Humanitária dos Bombeiros Voluntários do Porto, nos anos de 1874 e 1875, a primeira do seu género, e do Corpo de Salvação Pública do Porto. Na sequência da fundação daquelas associações, em 1877 foi nomeado comandante do corpo de bombeiros da Associação Humanitária dos Bombeiros Voluntários do Porto, a que acresce ter a partir de 1885 assumido, por nomeação da Câmara Municipal, as funções de Inspector de Incêndios do Porto. Transferiu-se para a Companhia de Incêndios do Porto, assumindo também naquela instituição o cargo de comandante. A sua acção como comandante dos corpos de bombeiros ganhou grande notoriedde pública em 1888, aquando do incêndio que destruiu o Teatro Baquet.
Manteve uma notável rede de relações com os corpos de bombeiros e com os municípios de todo o país e contactos frequentes com os bombeiros de vários países europeus e com prestigiadas personalidades do meio. Também se dedicou ao estudo de materiais de ataque de incêndios, participando em numerosos congressos e exercícios, em Portugal e no estrangeiro. No âmbito desses contactos, oganizou e instruiu várias corporações de bombeiros.
Por sua iniciativa foi realizado o I Congresso dos Bombeiros Portugueses, o qual teve lugar em 1893 na cidade do Porto. No âmbito da internacionalização do movimento das associações humanitárias e dos bombeiros portugueses, participou em 17 de junho de 1893 no Torneio Internacional de Londres, no qual uma força sob o seu comando obteve o primeiro lugar sem a atribuição do 2º lugar a outro concorrente, atendendo à excelência da prova realizada. No ano seguinte, a 5 de agosto 1984, participou no Torneio de Lion-França com uma força de 14 bombeiros, tendo conquistado o 2º lugar da classificação.
A sua coroa de glória, que o impeliu verdadeiramente para a fama, foi a participação no Concurso Internacional de Bombeiros de Paris, realizado entre 15 a 18 de agosto de 1900 e no qual partiparam contingentes de mais de uma dúzia de países, no qual o grupo liderado por Guilherme Gomes Fernandes obteve o primeiro prémio perante uma assistência de 40 000 pessoas, ganhando o título de Campeão do Mundo e um prémio pecuniário de 1500 francos franceses. A correspondente medalha de ouro, a Taça de Sévres, foi-lhes entregue por Émile Loubet, o Presidente da República Francesa.
Desenvolveu também actividade empresarial na área do material de combate aos incêndios, tendo sido pioneiro na introdução em Portugal de diversos equipamentos e métodos. Com elevado pendor para as relações públicas, criou e dirigiu o periódico «O Bombeiro Voluntário», publicado entre 1877 e 1890.
Guilherme Gomes Fernandes faleceu em Lisboa, no Hospital de São José, a 31 de Outubro de 1902, com 52 anos de idade, após uma complicada operação cirúrgica. O seu retrato serviu de base a uma série de selos pstais do CTT (em 1953) e o seu nome figura na toponímia de diversas povoações, com destaque para a cidade do Porto, onde também existe um seu busto na praça que ostenta o seu nome.